# Православие в Черногории
Православие в Черногории — наиболее многочисленная по числу последователей из трёх основных конфессий в стране: по итогом переписи населения 2003 года, около 75 % населения Черногории идентифицировали себя как православные христиане.
С 1920 года территория Черногории входит в юрисдикцию Сербской православной церкви (до того была де-факто автокефальной), которая представлена в Черногории двумя основными епархиями: Черногорско-Приморской митрополией и Будимлянско-Никшичской епархией, а также частично Милешевской епархией и Захумско-Герцеговинской и Приморской епархией. Существует также малочисленная неканоническая Черногорская православная церковь.

Собор Воскресения Христова в Подгорице, кафедральный собор Черногорско-Приморской митрополии Сербской православной церкви

## История
На территории современной Черногории патриарх Сербский в 1220 году основал подвластную себе епархию — Зетскую. После падения Сербского государства (1389 год) турки и венецианцы начали угрожать митрополии. Престол митрополии в 1484 году окончательно обосновался в Цетиньском монастыре. В 1493 году монах Макарий напечатал первую сербскую книгу, а в 1516 году митрополиты стали не только духовными лидерами черногорцев, но и светскими правителями княжества.
Полуавтономия Черногории в составе Османской и Венецианской империй в XVIII и XIX веках, получила название «Черногория и холмы» (сербский: «Црна Гора и Брда»), а затем и государственность. Холмы были исключены из названия страны в 1878 году, когда Черногория де-юре стала независимой страной. Однако титул черногорского епископа и митрополита оставался «Митрополит Черногорский и Горный».
В 1697 году Черногорским и горским митрополитом стал Даниил (Петрович), по происхождению боснийский серб, основатель митрополичьей династии — с этого времени должность митрополита передаётся племяннику предыдущего правителя.
В 1852 году Черногория стала светским государством. Новый митрополит с тех пор является лишь духовным лидером.
Структура Черногорской митрополии, порядок формирования её центральных и местных органов управления, их полномочия определены Уставом (Священный синод), принятым в 1904 году.
Конституция Княжества Черногория 1905 года закрепляла государственный статус православной религии и провозглашала Черногорскую церковь автокефальной: «Государственной религией в Черногории является восточно-православная вера. Черногорская церковь автокефальна. Она не зависит от какой-либо иностранной Церкви, но сохраняет вероучительное единство с восточно-православной Вселенской церковью.» (ст. 40 Конституции)

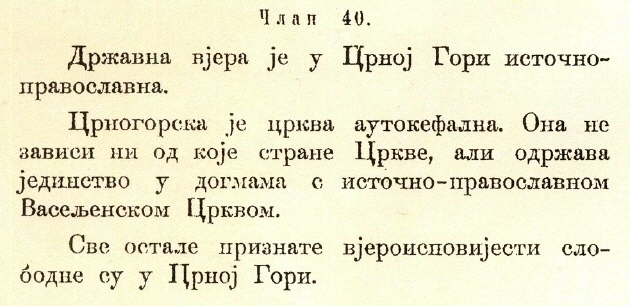
Статья 40 Конституции Княжества Черногория 1905 года

Во время правления Николы I Петровича территория Черногории почти удвоилась в размерах, и Церковь была разделена на три епархии. Через два года после вхождения Черногории в Сербию, а затем в Югославию (1918), Черногорская митрополия вошла в воссозданную в 1920 году единую Сербскую православную церковь, став епархией в ранге митрополии.
В начале 1990-х годов, одновременно с усилением центробежных устремлений в Югославии, в Черногории активизировались сторонники автокефалии (они существовали и в социалистической Югославии). Несмотря на провозглашение при поддержке властей неканонической Черногорской православной церкви, большинство населения сохраняют приверженность Сербской православной церкви.

### Наиболее значимые православные святыни Черногории
- Свято-Троицкий Плевский монастырь

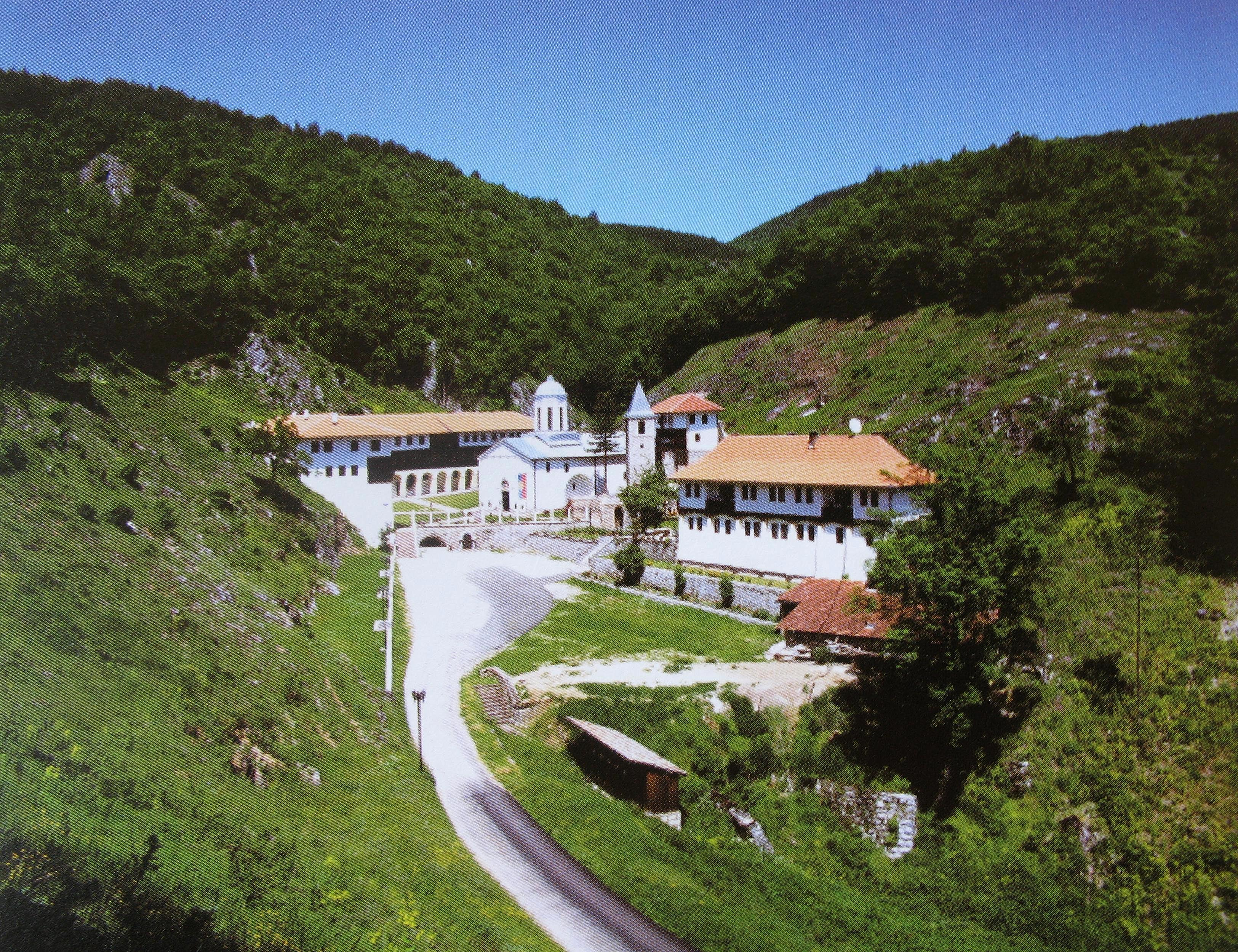
Архитектурный ансамбль Святой Троицы в Плевле — Черногория

История зарождения монастыря начинается в далеком прошлом. Точная дата его основания неизвестна, но предполагается, что монастырь был основан до османского завоевания города в 1465 году.
Свято-Троицкий монастырь являлся единственным источником образования. В древнейшем списке aвтором первого известного записa, и первый известный писец братства, монах Саввa, печати на линии фронта первые строчки с характерным содержанием в 1537 году.
В монастыре хранятся мощи руки и скипетр святителя Саввы Сербского.

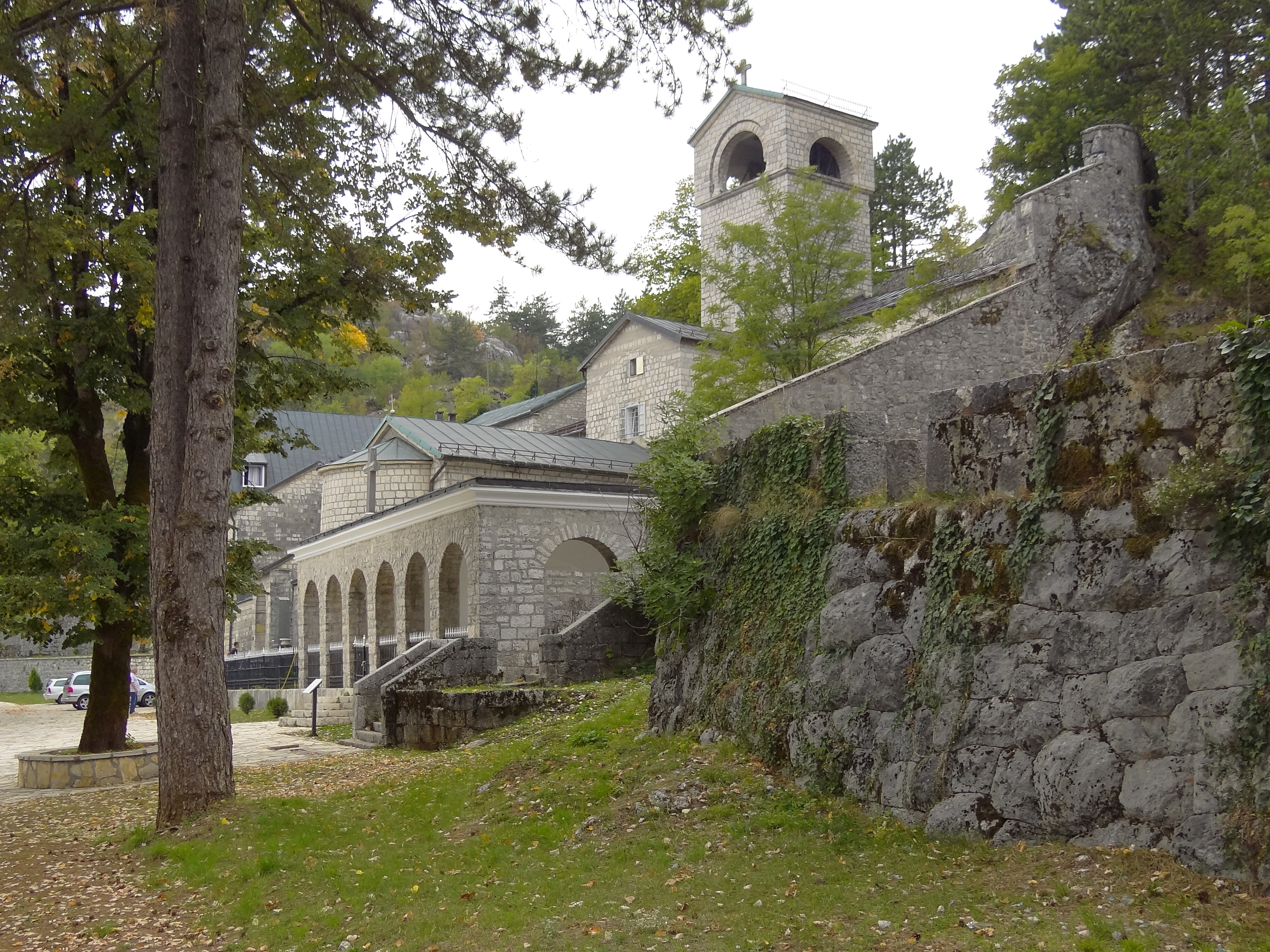
Цетинский монастырь в исторической столице Черногории, городе Цетине

- Цетинский монастырь, или монастырь Рождества Пресвятой Богородицы, построенный в 1484 году по приказу князя Ивана Црноевича. Спустя два века монастырь был разрушен практически до основания и вновь отстроен. Сегодня монастырь хранит в своих стенах частицу Святого Креста, десницу святого Иоанна Крестителя и Филермскую икону Пресвятой Богородицы. Цетинский монастырь является местом пребывания митрополита Черногории.

- Монастырь Острог, представляющий собой действующий сербский мужской монастырь, возведённый прямо в скале на высоте 900 м над уровнем моря. Святыня состоит из двух частей (верхней и нижней) и хранит мощи Василия Острожского. Сегодня здесь проживают 12 монахов.
- Монастырский комплекс Морача, построенный в 1252 году и состоящий из пары церквей и монастырских келий. Визитная карточка данного мужского монастыря — уникальные фрески, старейшая из которых датирована XIII веком. В монастыре хранится рука святого великомученика Харалампия[3].